# Киртил Сен Сен
Киртил Сен Сен (фр. Curtil-Saint-Seine) насеље је и општина у источном делу централне Француске у региону Бургоња, у департману Златна обала која припада префектури Дижон.
По подацима из 2011. године у општини је живело 100 становника, а густина насељености је износила 8,33 становника/km². Општина се простире на површини од 12,01 km². Налази се на средњој надморској висини од 576 метара (максималној 576 m, а минималној 345 m).

## Демографија
| 1962. | 1968. | 1975. | 1982. | 1990. | 1999. | 2011. |
| ----- | ----- | ----- | ----- | ----- | ----- | ----- |
| 22    | 37    | 26    | 82    | 90    | 104   | 100   |

График промене броја становника у току последњих година